# Childhood Eyes
Childhood Eyes è il quinto EP del gruppo rock statunitense Yellowcard, pubblicato il 21 luglio 2023.

## Tracce
1. Three Minutes More (feat. Vic Fuentes) – 3:24
2. Childhood Eyes – 3:13
3. Hiding in the Light – 3:09
4. Honest from the Jump – 4:26
5. The Places We'll Go (feat. Chris Carrabba) – 4:11

## Formazione
- Ryan Key – voce, chitarra elettrica
- Sean Mackin – violino
- Ryan Mendez – chitarra elettrica
- Josh Portman – basso